# كأس العالم لكرة القاعدة للنساء 2004
كأس العالم لكرة القاعدة للنساء 2004 (بالإنجليزية: 2004 Women's Baseball World Cup)‏ هو موسم من كأس العالم لكرة القاعدة للنساء. أقيم بتاريخ 2004، وفاز فيه منتخب الولايات المتحدة الوطني لكرة القاعدة للسيدات.